# Richard Moore (hockey sur glace)
Pour les articles homonymes, voir Moore, Dickie Moore et Richard Moore.
Temple de la renommée : 1974
Richard Winston Moore, surnommé « Dickie », (né le 6 janvier 1931 à Montréal, Québec, au Canada — mort le 19 décembre 2015 dans la même ville) est un joueur professionnel de hockey sur glace qui évoluait au poste d'ailier gauche.
Moore remporte à six reprises la Coupe Stanley avec les Canadiens de Montréal. La première fois en 1953 puis cinq fois consécutivement de 1956 à 1960.
Au cours de la saison 1958-1959 de la LNH, il marque 96 points, un nouveau record en saison régulière. Il prend sa retraite en 1963 mais revient au jeu en 1964 avec les Maple Leafs de Toronto pour une saison. Après deux nouvelles années sans jouer, il termine sa carrière après une dernière saison avec les Blues de Saint-Louis en 1967-1968.
En 1974, Dickie Moore est intronisé au temple de la renommée du hockey. En 1997, il est classé à la 32e position des 100 meilleurs joueurs de tous les temps de la LNH par le magazine The Hockey News. Le 12 novembre 2005, les Canadiens de Montréal retirent le numéro 12 en son honneur ainsi qu'en celui d'Yvan Cournoyer.

## Biographie

### Son enfance et ses années juniors
Richard Winston Moore naît à Montréal le 6 janvier 1931 au sein d'une fratrie de neuf garçons et une fille. Depuis l'âge de cinq ans, il rêve de devenir une vedette de hockey sur glace mais sous les couleurs des Maple Leafs de Toronto et non pas celles des Canadiens de Montréal. La famille de Moore construit une petite patinoire dans son jardin afin que les enfants des alentours puissent patiner ; ainsi, il joue au hockey avec Larry Zeidel dès son plus jeune âge. La grande sœur de Richard, Dollie, est une sportive accomplie jouant au baseball, au hockey et faisant du patinage de vitesse. Elle permet à tous ses frères d'obtenir des essais au sein des Royaux de Montréal.
Dickie Moore fait ainsi ses débuts au sein de l'équipe junior pour la saison 1947-1948 ; il joue une trentaine de rencontres de la Ligue de hockey junior du Québec (LHJQ) et marque une vingtaine de points. Lors de la saison suivante, il participe à deux rencontres avec l'équipe senior mais il aide surtout l'équipe junior a remporter la Coupe Memorial de la meilleure équipe junior du Canada. Les Royaux battent tour à tour les équipes des Flyers de Barrie puis celle des St. Mary's de Halifax pour jouer la finale de la Coupe Memorial. Ils y affrontent les Wheat Kings de Brandon, alors favoris, pour devenir la première équipe du Québec à remporter le trophée junior. Au cours de cette saison, il commence à attirer l'attention des recruteurs dont celui des Maple Leafs qui vient même le superviser. L'information parvient aux oreilles de Frank J. Selke, gérant des Canadiens, qui appelle Moore et parvient à lui faire signer un contrat avec l'organisation de Montréal.
Moore rejoint la franchise junior des Canadiens pour la saison 1949-1950, le Canadien junior de Montréal ; avec 43 points au cours de la saison régulière, il aide sa nouvelle équipe à remporter la coupe Memorial,. Il joue la saison suivante avec le Canadien junior puis retourne avec les Royaux au début de la saison 1951-1952 mais le 15 décembre 1951, il est prêté aux Canadiens de la LNH. Prouvant rapidement sa valeur, il signe avec ces derniers dix jours plus tard et finit la saison dans la LNH. Il joue alors aux côtés des deux vedettes de l'équipe : Maurice Richard et Elmer Lach. Deuxièmes de la saison régulière derrière les Red Wings de Détroit, les joueurs du Québec remportent le premier tour contre les Bruins de Boston mais ils perdent la finale en quatre rencontres dont deux blanchissages de Terry Sawchuk et avec seulement un but pour Montréal dans chacune des autres rencontres. Moore, pour sa part, termine la saison régulière à la 6e place des buteurs de son équipe avec 18 buts marqués en 33 matchs pour 33 points ; il inscrit également 1 but et 1 aide lors du 1er match des séries contre les Bruins.

### Les débuts avec les Canadiens
Au cours de la saison 1952-1953, Moore ne joue que 18 rencontres avec les Canadiens en raison d'une blessure au genou ; il participe également à six rencontres dans la Ligue américaine de hockey avec les Bisons de Buffalo. Deuxièmes de la saison régulière, les Canadiens ont du mal à venir à bout des Black Hawks de Chicago qui après cinq rencontres mènent trois matchs à deux. Finalement ce sont les Canadiens qui remportent leur billet pour la finale en battant Chicago sur le score de 4-1 lors du septième match. La finale se joue contre les Bruins de Boston et il faut cinq matchs pour voir les Canadiens l'emporter. Après 1 min 22 s dans la prolongation, Lach sur un service de Richard inscrit le but de la victoire et de la Coupe Stanley pour les Canadiens. Moore participe à tous les matchs des séries de son équipe et compte trois bus et deux mentions d'assistance.
Encore une fois en 1953-1954, il ne joue que peu pendant la saison régulière : il participe à deux rencontres dans la LHQ avec les Royaux et également à 18 parties avec les Canadiens dans la LNH. Il est de retour avec les Canadiens pour les séries éliminatoires ; ces derniers éliminent les Bruins en demi-finale des séries en remportant les quatre rencontres avec deux blanchissages et seulement quatre buts concédés contre seize inscrits. Détroit et Montréal sont opposés en finale de la coupe et finale remportée en sept matchs par les Red Wings. Moore joue l'intégralité de la saison 1954-1955 avec les Canadiens, comptabilisant 36 points en 67 parties jouées. La fin de la saison est gâchée par une suspension de Richard par le président de la LNH, Clarence Campbell, pour les trois dernières rencontres du calendrier et l'intégralité des séries. Les Canadiens parviennent à la finale de la Coupe Stanley mais ils chutent une nouvelle fois en sept rencontres contre les joueurs de Détroit.

### La dynastie des Canadiens
La saison suivante voit l'arrivée de Toe Blake, ancien joueur des Canadiens, derrière le banc de l'équipe. Il décide alors de faire jouer sur la même ligne Maurice Richard, son frère cadet, Henri et enfin Dickie Moore. Il arrive également que Henri Richard et Moore jouent avec Bernard Geoffrion. Les Canadiens terminent la saison avec 24 points d'avance sur les Red Wings et atteignent les 100 points. La finale 1956 est une revanche des deux finales précédentes avec une confrontation entre Montréal et Détroit ; les joueurs de Montréal jouent les deux premières rencontres dans le forum et ils en profitent pour remporter les deux parties 6-4 et 5-1. Sur sa patinoire, Détroit répond en gagnant le match numéro trois mais les Canadiens retournent au Forum avec deux longueurs d'avance à la suite d'un blanchissage 3-0 de Jacques Plante lors de la quatrième date. La cinquième opposition de la série est jouée le 10 avril 1956 et elle voit les joueurs des Canadiens s'imposer sur la marque de 3-1. Les Canadiens remportent ainsi leur huitième Coupe Stanley, la deuxième pour Moore.
Au début de la saison 1956-1957, Richard devient le nouveau capitaine de l'équipe. Les Red Wings sont la meilleure équipe de la saison en finissant six points devant les Canadiens. D'un point de vue individuel, Moore est le troisième meilleur pointeur de l'équipe avec 58 points ; il est également le huitième pointeur de l'ensemble de la LNH. Malgré la première place de Détroit, l'équipe du Michigan est éliminée par les Bruins de Boston dès le premier tour des séries en cinq rencontres ; les Canadiens remportent leur droit à jouer une nouvelle finale en éliminant les joueurs de New York également en cinq matchs. Après cinq rencontres, les joueurs de Montréal remportent une deuxième Coupe Stanley consécutive.
Au cours de la saison 1957-1958, les Canadiens sont décimés par les blessures : Richard, Geoffrion et Jean Béliveau manquent un total de 85 parties. Moore ne manque pas un seul match de la saison, il joue même un mois avec un bras dans le plâtre après avoir reçu une mise en échec par Marcel Pronovost dans un match contre Détroit. Il termine en tête du classement de son équipe avec 84 points dont 36 buts ; il est le meilleur buteur et pointeur de l'ensemble de la ligue pour les deux statistiques et remporte le trophée Art-Ross. Les Canadiens dominent la ligue collectivement en finissant à la première place du classement avec 19 points d'avance sur les Rangers de New York. Les Red Wings sont écartés par les Canadiens en quatre matchs lors de la demi-finale, Montréal inscrivant 19 buts contre seulement six buts accordés. La finale oppose les Bruins aux Canadiens et ces derniers remportent une troisième Coupe Stanley en autant de saisons en remportant quatre des six rencontres.
Moore continue sur sa lancée au cours de la saison suivante : avant le dernier match de la saison régulière, il compte 40 buts et 54 passes. Il ne lui manque alors qu'un seul point pour égaler le record de points sur une saison, record détenu depuis 1952-1953 par Gordie Howe de Détroit. Il lui faut moins de dix minutes pour inscrire un but à Gump Worsley au début du match puis pour réaliser une passe décisive pour un but de  Béliveau. Moore reçoit alors un second trophée Art-Ross et les 1 000 dollars offerts par la LNH. Il faudra attendre Bobby Hull en 1966 pour battre le record avec 97 points. Premiers de la ligue avec près de 20 points d'avance, les Canadiens jouent une nouvelle finale après avoir disposé des Black Hawks de Chicago au premier tour des séries. Les Maple Leafs de Toronto ne parviennent à remporter qu'une seule victoire dans la série finale et les Canadiens de Montréal remportent la onzième coupe Stanley de leur histoire.
Moore dépasse la barre des 20 buts au cours de la saison suivante et se classe quatrième pointeur de l'équipe tout en manquant 18 parties. Finissant la saison avec 13 points d'avance sur les Maple Leafs, les Canadiens remportent relativement facilement une nouvelle Coupe Stanley en disposant de Chicago puis de Toronto à chaque fois avec quatre rencontres,.

### Des saisons sans finale
Maurice Richard annonce début septembre 1960 qu'il met fin à sa carrière longue de 18 saisons dans la LNH, Doug Harvey prenant sa place de capitaine. Moore finit la saison régulière avec 35 buts. En décembre 1960, il participe à son 500e match en saison régulière avec les Canadiens dans la LNH puis deux mois plus tard, il dépasse la barre des 500 points. Les Canadiens sont une nouvelle fois la meilleure équipe de la saison régulière mais ils ne comptent alors que deux points d'avance au classement général. La demi-finale des séries oppose les Canadiens aux joueurs de Chicago et à la surprise générale, l'équipe quintuple championne en titre est éliminée dès ce premier tour en six rencontres dont deux blanchissages par Glenn Hall.
La production offensive de Moore continue à diminuer puisqu'il termine la saison 1961-1962 avec 41 points en 57 rencontres. Les Canadiens sont premiers de la saison mais ils sont une nouvelle fois éliminés au premier tour des séries. Ils chutent contre les Black Hawks de Chicago en six rencontres en ne remportant que les deux premiers matchs. Les Canadiens de Montréal finissent la saison 1962-1963 à la troisième place du classement et sont éliminés au premier tour par les Maple Leafs de Toronto, champions en titre et futur champions de la Coupe Stanley. Avec 50 points, Moore joue sa douzième et dernière saison avec les Canadiens, bon pour la troisième place du classement de l'équipe derrière Henri Richard et Jean Béliveau.

### Le départ de Montréal et la fin de carrière
À la suite de cette élimination rapide en série, Moore rencontre la direction des Canadiens afin de discuter ensemble de l'avenir de vétéran au sein de l'équipe. Selke souhaite échanger Moore mais celui-ci refuse. Furieux, il affirme encore pouvoir apporter des choses à l'équipe, comme en témoignent les 24 buts inscrits lors de la dernière saison. De plus, il a créé en 1961 à Montréal une entreprise de location de matériel et ne souhaite pas quitter la ville. La direction avance comme argument qu'elle peut payer trois jeunes joueurs avec le salaire de 25 000 dollars qu'elle lui verse. Les deux parties ne parviennent pas à un accord et le contrat de Moore n'est juste plus renouvelé,.
Pendant toute la saison, Moore reste ainsi éloigné de la glace et gère son entreprise. Le 10 juin 1964, un repêchage à l'intérieur de la ligue a lieu et Moore est sélectionné par les Maple Leafs. Les Canadiens ne peuvent rien faire pour empêcher Punch Imlach, l'entraîneur de l'équipe, et Moore de discuter ensemble. Ce dernier a des doutes sur ses capacités à jouer à nouveau au plus haut niveau surtout après un accident de travail quelques mois plus tôt. Finalement, et après s'être entraîné pendant quelques semaines, il est de retour sur la glace pour la saison 1964-1965. En raison d'une nouvelle blessure en début de saison, il ne participe qu'à 38 rencontres pour six points. Quatrièmes de la saison régulière, les Maple Leafs sont éliminés au premier tour des séries par les Canadiens, futurs vainqueurs de la coupe Stanley. Son équipe lui propose un nouveau contrat pour la saison suivante mais il préfère décliner en raison de ses problèmes physiques récurrents.
Après deux saisons sans jouer, il revient une seconde fois au jeu en signant le 23 novembre 1967 avec les Blues de Saint-Louis. En effet, après 25 saisons jouées avec six équipes, six nouvelles franchises font leurs débuts dans la nouvelle division de la LNH dont les Blues. Il participe à 27 rencontres de sa nouvelle équipe en saison régulière pour huit points. Troisièmes de leur division, les Blues passent tous les tours des séries pour jouer la finale de la coupe Stanley. L'adversaire sont les Canadiens de Montréal qui remportent une nouvelle coupe Stanley en quatre rencontres. Malgré tout, Moore a encore de beaux restes et compte sept buts et autant de passes décisives au cours des 18 matchs auquel il participe lors des séries.

### Hommages d'après-carrière

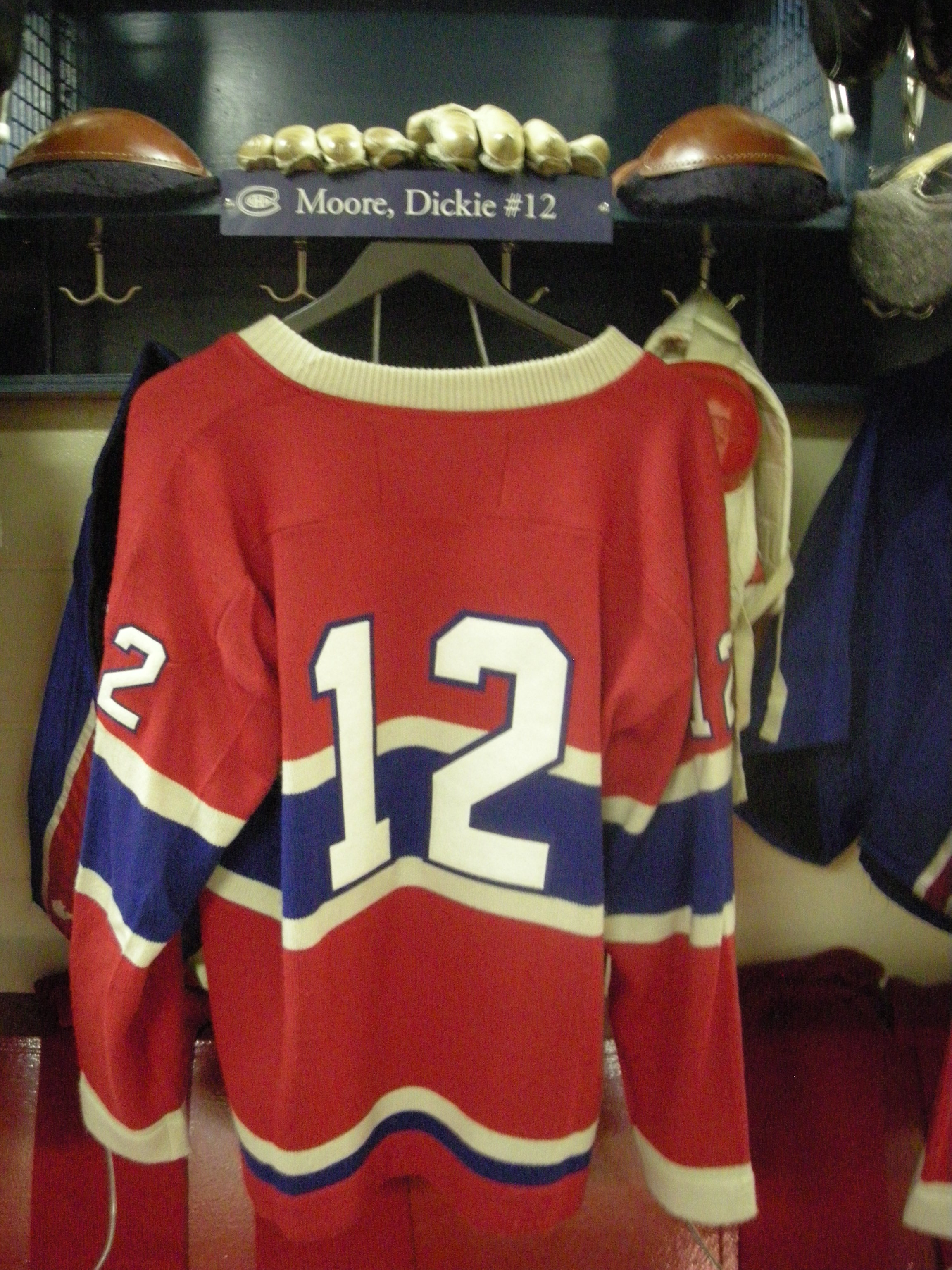
Maillot de Dickie Moore au Temple de la renommée du hockey (2010).

Moore met définitivement fin à sa carrière après ces séries de 1968 ; il compte alors 261 buts, 347 passes décisives et 608 points en 719 matchs de saison régulière. En 1974, Dickie Moore reçoit un des plus beaux honneurs du monde du hockey : il est admis au Temple de la renommée du hockey.
En 1997, The Hockey News célèbre son 50e anniversaire en publiant une liste des 50 meilleurs de tous les temps de la LNH. Ce classement est le résultat de votes d'un jury constitué de directeurs généraux passés et actuels, d'entraîneurs et de joueurs ainsi que de membres reconnus des médias consacrés au hockey. Le classement est dominé par Wayne Gretzky et Moore apparaît en tant que 32e meilleur joueur de tous les temps.
À l'occasion du Centenaire des Canadiens de Montréal, l'organisation décide de retirer les numéros d'un certain nombre de ses anciennes vedettes. Moore et Yvan Cournoyer sont les deux premiers joueurs à être mis en avant par les Canadiens : le 12 novembre 2005, le numéro 12 qu'ils ont tous les deux portés est officiellement retiré.

## Vie privée
En 1961, il décide de fonder une entreprise de location d'équipement de construction derrière son bar laitier à Lachine. Cette entreprise fonctionne toujours en 2015 avec des agences à Montréal, Toronto, Ottawa et Longueuil.
Il a plusieurs enfants : John, Lianne et enfin Richard, mort à l'âge de 16 ans dans un accident de voiture. Dickie Moore subit à son tour un grave accident de voiture le 27 août 2006. Au volant de sa voiture, il est heurté par un camion à Montréal et reste emprisonné 45 minutes dans sa voiture avant de pouvoir être secouru. Gravement blessé, il est soigné par la suite à l'Hôpital général de Montréal mais il reçoit également de l'aide des docteurs de son ancienne équipe des Canadiens.
Il meurt à Montréal le 19 décembre 2015.

## Statistiques
| Saison     | Équipe                      | Ligue          |     | Saison régulière | Saison régulière | Saison régulière | Saison régulière | Saison régulière |    | Séries éliminatoires | Séries éliminatoires | Séries éliminatoires | Séries éliminatoires | Séries éliminatoires |
| Saison     | Équipe                      | Ligue          | PJ  | B                | A                | Pts              | Pun              | PJ               | B  | A                    | Pts                  | Pun                  |                      |                      |
| 1947-1948  | Royaux de Montréal          | LHJQ           | 29  | 10               | 11               | 21               | 20               | 13               | 6  | 5                    | 11                   | 14                   |                      |                      |
| 1948-1949  | Royaux de Montréal          | LHSQ           | 2   | 0                | 0                | 0                | 0                |                  |    |                      |                      |                      |                      |                      |
| 1948-1949  | Royaux de Montréal          | LHJQ           | 47  | 22               | 34               | 56               | 71               | 10               | 4  | 8                    | 12                   | 6                    |                      |                      |
| 1948-1949  | Royaux de Montréal          | Coupe Memorial | -   | -                | -                | -                | -                | 15               | 8  | 5                    | 13                   | 31                   |                      |                      |
| 1949-1950  | Royaux de Montréal          | LHJQ           | 1   | 0                | 1                | 1                | 5                |                  |    |                      |                      |                      |                      |                      |
| 1949-1950  | Canadien junior de Montréal | LHJQ           | 35  | 24               | 19               | 43               | 110              | 16               | 8  | 13                   | 21                   | 51                   |                      |                      |
| 1949-1950  | Canadien junior de Montréal | Coupe Memorial | -   | -                | -                | -                | -                | 13               | 10 | 14                   | 24                   | 41                   |                      |                      |
| 1950-1951  | Canadien junior de Montréal | LHJQ           | 33  | 12               | 22               | 34               | 58               | 9                | 5  | 4                    | 9                    | 34                   |                      |                      |
| 1951-1952  | Royaux de Montréal          | LHJMQ          | 26  | 15               | 20               | 35               | 32               |                  |    |                      |                      |                      |                      |                      |
| 1951-1952  | Canadiens de Montréal       | LNH            | 33  | 18               | 15               | 33               | 44               | 11               | 1  | 1                    | 2                    | 12                   |                      |                      |
| 1952-1953  | Canadiens de Montréal       | LNH            | 18  | 2                | 6                | 8                | 19               | 12               | 3  | 2                    | 5                    | 13                   |                      |                      |
| 1952-1953  | Bisons de Buffalo           | LAH            | 6   | 2                | 3                | 5                | 10               |                  |    |                      |                      |                      |                      |                      |
| 1953-1954  | Canadiens de Montréal       | LNH            | 13  | 1                | 4                | 5                | 12               | 11               | 5  | 8                    | 13                   | 8                    |                      |                      |
| 1953-1954  | Royaux de Montréal          | LHQ            | 2   | 0                | 1                | 1                | 4                |                  |    |                      |                      |                      |                      |                      |
| 1954-1955  | Canadiens de Montréal       | LNH            | 67  | 16               | 20               | 36               | 32               | 12               | 1  | 5                    | 6                    | 22                   |                      |                      |
| 1955-1956  | Canadiens de Montréal       | LNH            | 70  | 11               | 39               | 50               | 55               | 10               | 3  | 6                    | 9                    | 12                   |                      |                      |
| 1956-1957  | Canadiens de Montréal       | LNH            | 70  | 29               | 29               | 58               | 56               | 10               | 3  | 7                    | 10                   | 4                    |                      |                      |
| 1957-1958  | Canadiens de Montréal       | LNH            | 70  | 36               | 48               | 84               | 65               | 10               | 4  | 7                    | 11                   | 4                    |                      |                      |
| 1958-1959  | Canadiens de Montréal       | LNH            | 70  | 41               | 55               | 96               | 61               | 11               | 5  | 12                   | 17                   | 8                    |                      |                      |
| 1959-1960  | Canadiens de Montréal       | LNH            | 62  | 22               | 42               | 64               | 54               | 8                | 6  | 4                    | 10                   | 4                    |                      |                      |
| 1960-1961  | Canadiens de Montréal       | LNH            | 57  | 35               | 34               | 69               | 62               | 6                | 3  | 1                    | 4                    | 4                    |                      |                      |
| 1961-1962  | Canadiens de Montréal       | LNH            | 57  | 19               | 22               | 41               | 54               | 6                | 4  | 2                    | 6                    | 8                    |                      |                      |
| 1962-1963  | Canadiens de Montréal       | LNH            | 67  | 24               | 26               | 50               | 61               | 5                | 0  | 1                    | 1                    | 2                    |                      |                      |
| 1964-1965  | Maple Leafs de Toronto      | LNH            | 38  | 2                | 4                | 6                | 68               | 5                | 1  | 1                    | 2                    | 6                    |                      |                      |
| 1967-1968  | Blues de Saint-Louis        | LNH            | 27  | 5                | 3                | 8                | 9                | 18               | 7  | 7                    | 14                   | 15                   |                      |                      |
| Totaux LNH | Totaux LNH                  | Totaux LNH     | 719 | 261              | 347              | 608              | 652              | 135              | 46 | 64                   | 110                  | 122                  |                      |                      |

## Trophées et honneurs
- 1948-1949 : coupe Memorial
- 1949-1950 : coupe Memorial
- 1952-1953 : coupe Stanley (1)
- 1953-1954 : participe au match des étoiles de la LNH
- 1955-1956 : coupe Stanley (2)
- 1956-1957 : 
  - participe au match des étoiles de la LNH
  - coupe Stanley (3)
- 1957-1958
  - participe au match des étoiles de la LNH
  - première équipe d'étoiles de la LNH
  - trophée Art-Ross (1)
  - coupe Stanley (4)
- 1958-1959 : 
  - participe au match des étoiles de la LNH
  - première équipe d'étoiles de la LNH
  - trophée Art-Ross (2)
  - coupe Stanley (5)
- 1959-1960 :
  - participe au match des étoiles de la LNH
  - coupe Stanley (6)
- 1960-1961 : 
  - participe au match des étoiles de la LNH
  - seconde équipe d'étoiles de la LNH
- 1974 : admis au Temple de la renommée du hockey
- 2017 : nommé parmi les 100 plus grands joueurs de la LNH à l'occasion du centenaire de la ligue[24]